# Ана Билинска Богданович
Ана Билинска-Богданович (пољ. Anna Bilińska-Bohdanowiczowa, рус. А́нна Били́нская-Богдано́вич; Златопољ, 8. децембар 1857 — Варшава, 18. април 1893) била је пољска сликарка, најпознатија по својим портретима. Као представница реализма у сликарству, већи део свог уметничког живота провела је у Паризу, у Француској.

## Биографија
Ана Билинска рођена је 8. децембра 1857. године у Златопољу, некада пограничном граду Руске Империје, данас у саставу Новомиргорода. Тамо је провела детињство са оцем који је био пољски лекар. За своје порекло, шаљиво је говорила да „има козачки темперамент, али пољско срце“ (пољ. ma temperament kozaczy, ale serce polskie). Њен први учитељ ликовне културе био је Михал Елвиро Андриолли. После јануарског устанка, који је трајао од 1863. до 1864. године, царска влада је Андриолија прогнала у каторгу. Касније је студирала музику и уметност у Варшави, где је 1877. године постала студент сликара Војђеха Герсона. У то време почела је да излаже своје радове у варшавском Друштву за промоцију ликовне уметности Захета (пољ. Towarzystwo Zachęty Sztuk Pięknych).
Почетком 1882. године, Ана је била пратња својој другарици Клементини Красовској током лечења њене болести у Минхену, Салцбургу, Бечу и на северу Италије. Након тога, Ана се преселила у Париз, где је студирала заједно са Мари Башкирцевом и Емилиом Дин, на Академији Жулијан, на којој је касније и предавала. У Француској је живела до 1892. године, када се удала за Антониа Богдановича, доктора медицине. Након венчаља вратили су се у Варшаву, где је намеравала да отвори женску уметничку школу у париском стилу, али се разболела од срчаних обољења и умрла годину дана касније, 18. априла 1893. године.
Ана Билинска – Богданович је најпознатија по портретима, насликаним са великом интуицијом. Њен Аутопортрет са прегачом и четкама (1887) развио је нову позу аутопортрета стављајући уметницу испред позадине модела, наводећи тако да је она свој модел. Такође је сликала мртву природу, жанровске сцене и пејзаже и била је представник реализма. Њене слике могу се наћи у Народном музеју у Варшави и Народном музеју у Кракову.

## Наслеђе
Ана Билинска позната је по својим реалистичким портретима. Недуго након смрти оца, пристала је да њен портрет у дубокој жалости наслика њена пријатељица Емелин Дин.
И поред импресивних портрета, Анин рад није нашироко познат, чак ни у њеној земљи. Сматра се да је њена прерана смрт разлог недовољне популарности. Међутим Народни музеј у Варшави планира одржавање велике изложбе посвећену раду Ане Билински на којој ће се изложити и Емилин портрет.
Дела Билинске — Богданович била су део изложбе „Жене у Паризу од 1850–1900” одржаној у Паризу 2018. године.

## Изабране слике
- A Negress (Murzynka), 1884, Народни музеј у Варшави
- At the Seashore, 1886, Народни музеј у Варшави
- Breton Woman Standing on a Doorstep, 1889, Народни музеј у Вроцлави
- Self-Portrait, 1892, Народни музеј у Варшави
- Unter den Linden Street in Berlin, 1890, Народни музеј у Варшави
- Cinderella, 1884
- Muscle Man. Semi-nude male, 1885, Народни музеј у Варшави
- Old Man with a Book, 1890s, Народна галерија у Лавову